# Типърари
Вижте пояснителната страница за други значения на Типърари.
Типърари (на английски: Tipperary; на ирландски: Tiobraid Árann) е град в централната южна част на Ирландия, провинция Мънстър, на графство Типърари. Намира се на около 38 km северозападно от административния център на южната част на графство Типърари град Клонмел. Шосеен транспортен възел. Има жп гара, открита на 9 май 1848 г. Населението му е 4415 души от преброяването през 2006 г. 